# Johannes Bouchelion
Johannes Bouchelion of Joan was een koopman en opperhoofd in Desjima. In 1641 vertrok hij naar Indië. In 1645 was hij in Desjima. In 1657 was hij terug in Batavia en vertrok naar Nederlands Formosa. Hij is nog twee keer opnieuw benoemd in Desjima. In 1661 vertrok hij naar het vaderland.

## Bron
Wijnaendts van Resandt (1944) De gezaghebbers der Oost-Indische Compagnie op hare buiten-comptoiren in Azië, p. 142-143.